# Üechtland

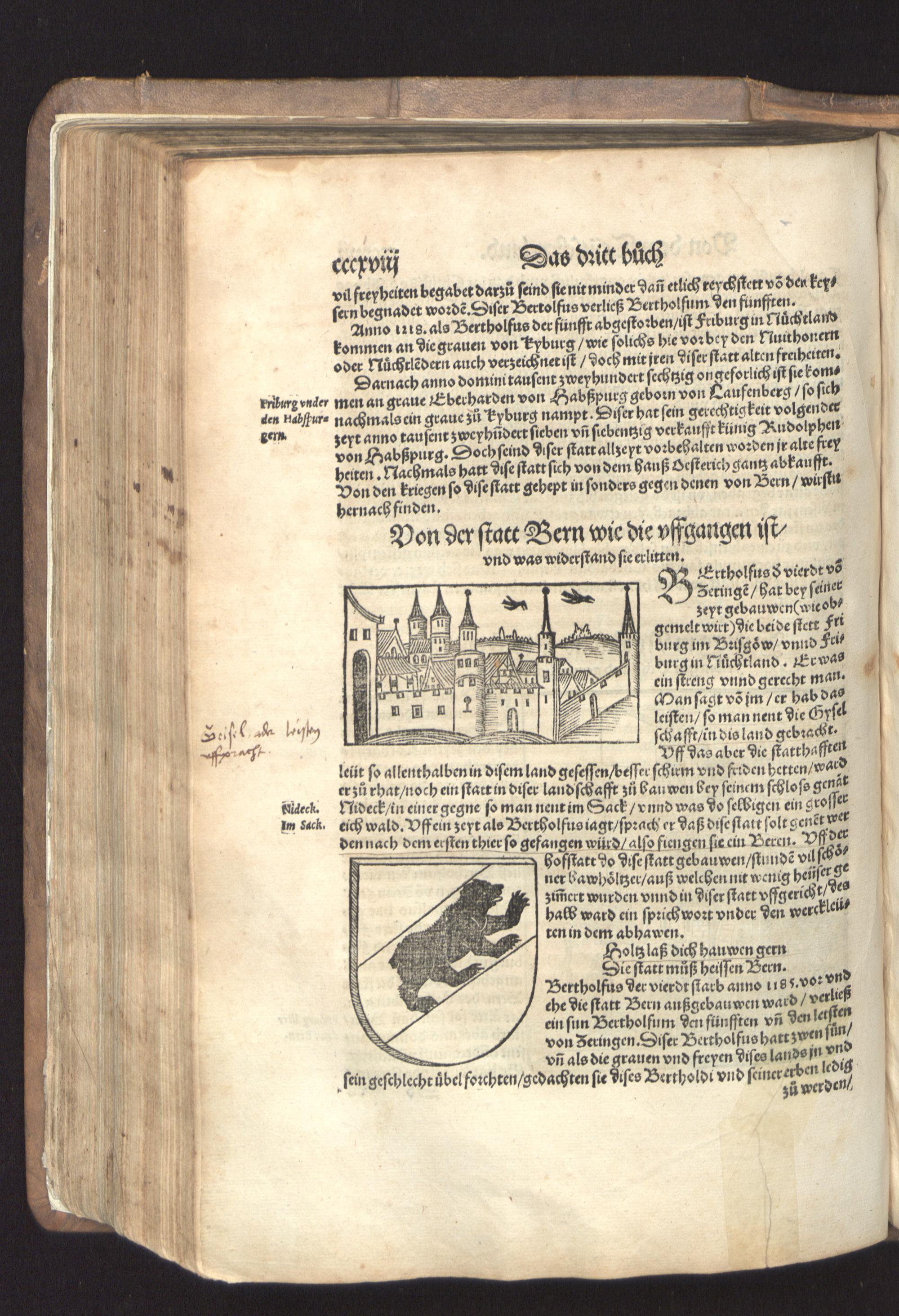
Der Kosmograph Sebastian Münster erwähnt in seiner Cosmographia im Jahr 1545 «die beide stett friburg im Brisgoew/ unnd friburg in Nuechtland».

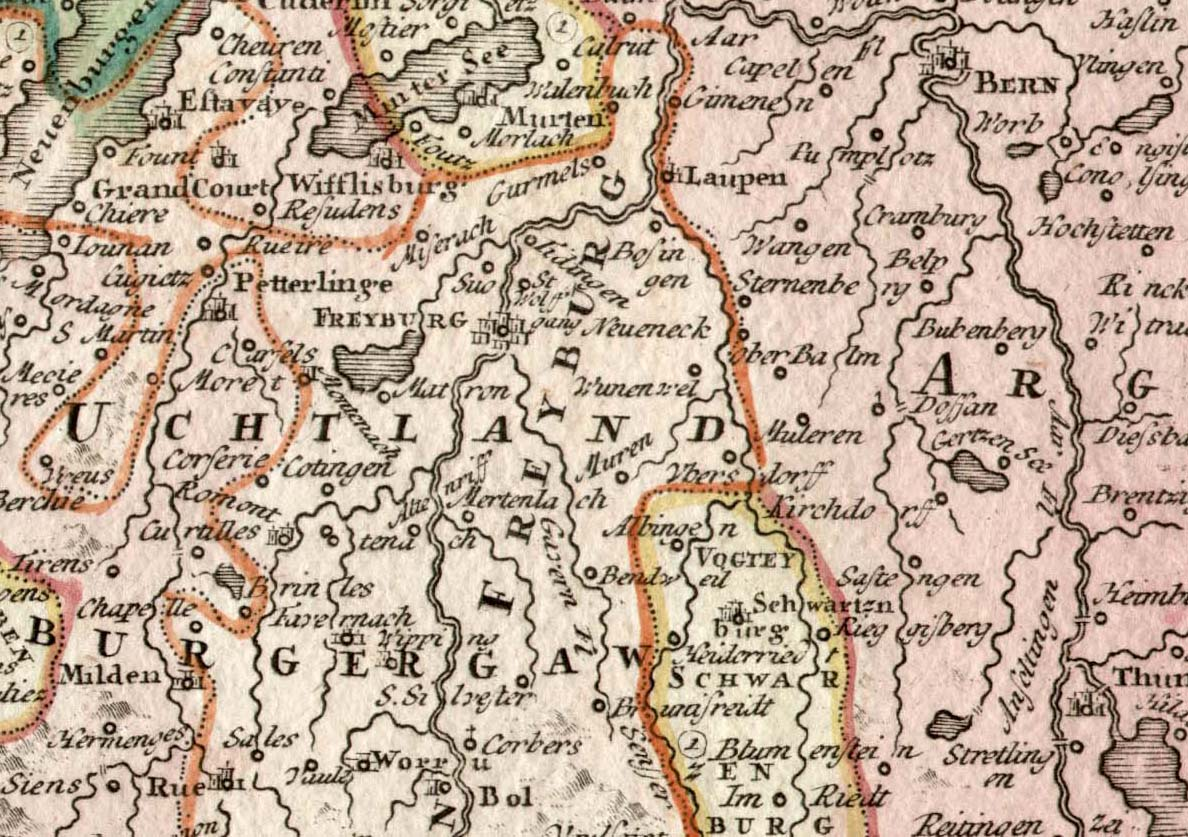
Die Landschaftsbezeichnung «Uchtland» auf einer Karte von Johann Baptist Homann aus dem Jahre 1732.

Das Üechtland [ˈyəçtland] (auch Üchtland oder Uechtland geschrieben; früher auch Uchtland, Oechtland, Öchtland und Ouchtland sowie mit anlautendem N (von in Üe.) Nüechtland und Nüchtland; französisch Nuitonie und Nuithonie, italienisch Neuchtlandia, mittellateinisch Nuithonia) ist der Name für eine historische Landschaft im Westen der Schweiz, in der die Städte Bern und Freiburg liegen.
Die Bezeichnung wird in neuerer Zeit als Namenszusatz für die Schweizer Stadt Freiburg zur Unterscheidung vom deutschen Freiburg im Breisgau verwendet.

## Herkunft des Namens
Die Herkunft des Namens «Üechtland» beziehungsweise «Nuitonie» ist unklar. In romanischen Quellen erscheint er erstmals 1001/1003 als in Otolanda und 1001/1025 als in Otholanda, in alemannischen Quellen erstmals 1082 als Ohtlannden. Eine ältere Vermutung geht dahin, dass das Vorderglied des Namens auf althochdeutsch uohta ‚Morgendämmerung, Morgenfrühe‘ zurückgehe und im Namenszusammenhang allenfalls ‚Weideplatz‘ bedeute (vgl. mittelhochdeutsch uohte, ursprünglich neben ‚Morgendämmerung, Morgenfrühe‘ auch ‚Nachtweide‘, dann auch allgemein ‚Weide‘). In jüngerer Zeit wird ein keltischer Ursprung in Erwägung gezogen, wobei im Vorderglied ein keltischer Flussname *Ōkta – vielleicht für einen Abschnitt der Saane – stecke. Veraltet beziehungsweise aus sprachlichen Gründen nicht haltbar sind die Erklärungsansätze, die Üechtland auf Ödland (für ‚Wies-, Grasland‘), auf die südlich anschliessende Landschaft Ogo, auf gallisch *ouktia ‚die Höhen‘ beziehungsweise *ōcht(i)ia- ‚hochgelegen‘ oder aber auf den Namen der ehemaligen Besitzer, die Herren zu Ösch (Château-d’Oex), zurückführen.
Üechtland, Nüechtland und Nuitonie sind sprachgeschichtlich identisch; die Varianten mit anlautendem N gehen auf eine falsche Abtrennung in der Phrase in Üechtland beziehungsweise en Uitonie zurück. Eine Herleitung des französischen «Nuitonie» von französisch nuiton ‚Wichtel‘ ist nicht haltbar. Die Westschweizer Sagen über den Elfenkönig Nuithon (auch als Wassergeist Niton, Nuton oder Neton abgeleitet vom antiken Wassergott Neptun), der seinen Schatz im Flussbett der Saane vergraben habe, sind volksetymologische Erklärungsversuche.

## Bedeutung
Das Gebiet zwischen den Flüssen Saane im Westen und Aare im Osten diente ab dem 9. Jahrhundert als Grenzraum zwischen der mehrheitlich burgundischen Bevölkerung westlich der Saane und der mehrheitlich alemannischen Bevölkerung östlich der Aare. Stärker besiedelt wurde es im 12. Jahrhundert durch den Städtebau der Herzöge von Zähringen, die das Üechtland mit Bern und Freiburg erschlossen.
Der Name ist ab dem Mittelalter als Landschaftsbezeichnung nachgewiesen, jedoch ist keine Verwaltungseinheit mit dieser Bezeichnung belegt. Im Mittelalter bezeichnete der Name den geografischen Raum vom Fuss der Freiburger Alpen über Freiburg, die Flüsse Saane und Sense bis zum Murtensee (historisch Üechtsee), gelegentlich auch bis an den Bielersee und bis nach Solothurn. Das Üechtland wurde auch als das «Flachland Freiburgs» bezeichnet.

## Ehemalige Verwendung
In alten Dokumenten findet sich für die Stadt Bern (latinisiert Verona) die Bezeichnung «Verona im Üechtland», um vom Verona in Italien zu unterscheiden, das in der deutschen Sprache früher ebenso «Bern» genannt beziehungsweise zur Unterscheidung von Bern in der Schweiz als «Welsch-Bern» oder «Dietrichsbern» bezeichnet wurde. Gelegentlich fand daher auch die Bezeichnung «Bern im Üechtland» Verwendung.